# Wacław Dyamentowski
Wacław Dyamentowski (ur. ok. 1532, zm. 1612) – podstoli rożański, kronikarz, pisarz.
Napisał "Gody moskiewskie to jest wesele Dymitra z Maryną Mniszkówną" oraz "Dyaryusz" (1606), w którym po raz pierwszy w języku polskim pojawia się słowo "narta" w zdaniu „dnia jednego z obozu naszych magnatów przeciwko wycieczce obrońców Moskwy wypadło (..) kilkaset człeka na nartach”.